# Schlacht bei Mahidpur
Die Schlacht bei Mahidpur zwischen britischen und marathischen Truppen fand am 21. Dezember 1817 bei der Stadt Mahidpur im heutigen indischen Bundesstaat Madhya Pradesh statt.

## Vorgeschichte
Während des Niedergangs und dem faktischen Untergang des Mogulreiches übernahmen die Marathen unter ihren Anführern Shivaji († 1680) und Sambhaji († 1689) mehr und mehr die Macht in Nordindien. Es gab mehrere kriegerische Auseinandersetzungen mit den Briten, die in den drei Marathenkriegen (1775–1782, 1803–1805 und 1817–1818) gipfelten.

## Schlacht
Entscheidendes Ereignis im Dritten Marathenkrieg war die Schlacht bei Mahidpur, bei der auf Seiten der Marathen unter ihrem Anführer, dem Feldherrn von Indore, etwa 20.000 Soldaten beteiligt waren, wohingegen die Briten nur wenige hundert Soldaten und ca. 2000 Mann indischer Hilfstruppen (Sepoy) aufbieten konnten. Trotzdem blieben die Briten siegreich. Am 6. Januar 1818 wurde in der Stadt Mandsaur ein Friedensvertrag unterzeichnet, der auch weitgehend eingehalten wurde. Am 9. April 1819 wurde die letzte marathische Festung, das Asirgarh-Fort, von den Briten eingenommen.